# 小行星2032
小行星2032（2032 Ethel）是一颗绕太阳运转的小行星，为主小行星带小行星。该小行星于1970年7月30日发现。
該小行星以英國作家艾捷爾·麗蓮·伏尼契命名。

## 轨道参数
小行星2032的轨道半长轴为3.0682338 UA，离心率为0.134。